# Basketball-Europameisterschaft 2003
Die Basketball-Europameisterschaft 2003 der Herren, kurz Eurobasket 2003, fand vom 5. bis 14. September 2003 in Schweden statt. Es waren die 33. Europameisterschaften. Sieger des Turniers und damit Goldmedaillengewinner wurde Litauen. Spanien holte die Silbermedaille und Italien gewann Bronze. Deutschland verpasste die Qualifikation für das Viertelfinale und belegte am Ende Platz 9.
Bei der Basketball-Europameisterschaft handelt es sich um einen alle zwei Jahre ausgetragenen Basketballwettbewerb zwischen europäischen Nationalmannschaften, der durch die in München ansässige FIBA Europa, dem Europäischen Basketballverband, organisiert wird.

## Qualifikation
Insgesamt nahmen 16 Mannschaften an dem Turnier teil, die sich auf unterschiedliche Weise für das Turnier qualifizierten:
- Schweden war als Gastgeber automatisch qualifiziert.
- Jugoslawien, war als Titelverteidiger ebenfalls automatisch qualifiziert.
- 14 Teilnehmer wurden über drei Qualifikationsrunden ermittelt.

## Austragungsorte
Die Vorrundenspiele fanden je nach Gruppe in den vier Städten Luleå (A), Norrköping (B), Södertälje (C) und Borås (D) statt. Ab dem Viertelfinale wurden die Spiele in der Globe Arena in Stockholm ausgetragen.

## Vorrunde
In der Vorrunde spielten jeweils vier Mannschaften in vier Gruppen gegeneinander. Der Sieger eines Spiels erhielt zwei Punkte, der Verlierer einen Punkt. Stand ein Spiel am Ende der regulären Spielzeit unentschieden, so gab es Verlängerung.

### Gruppe A –Luleå
| Spiel | Datum      | Team 1                  | Team 2                  | Ergebnis | 1. V. | 2. V. | 3. V. | 4. V. | Verl. |
| ----- | ---------- | ----------------------- | ----------------------- | -------- | ----- | ----- | ----- | ----- | ----- |
| A1    | 05.09.2003 | Slowenien               | Italien                 | 77:67    | 18:14 | 18:20 | 21:18 | 20:15 | –     |
| A2    | 05.09.2003 | Frankreich              | Bosnien und Herzegowina | 98:76    | 29:22 | 18:22 | 27:15 | 24:17 | –     |
| A3    | 06.09.2003 | Bosnien und Herzegowina | Slowenien               | 62:73    | 23:24 | 12:13 | 19:11 | 08:25 | –     |
| A4    | 06.09.2003 | Italien                 | Frankreich              | 52:85    | 18:21 | 09:18 | 14:22 | 11:24 | –     |
| A5    | 07.09.2003 | Slowenien               | Frankreich              | 82:88    | 24:19 | 18:21 | 22:20 | 18:28 | –     |
| A6    | 07.09.2003 | Bosnien und Herzegowina | Italien                 | 72:80    | 23:23 | 20:18 | 12:20 | 17:19 | –     |

| Platz | Team                    | Spiele | Siege | Niederl. | Punkte | Körbe   | Diff | qualifiziert für  |
| ----- | ----------------------- | ------ | ----- | -------- | ------ | ------- | ---- | ----------------- |
| 1     | Frankreich              | 3      | 3     | 0        | 6      | 271:217 | +61  | Viertelfinale     |
| 2     | Slowenien               | 3      | 2     | 1        | 5      | 232:217 | +15  | Elimination Round |
| 3     | Italien                 | 3      | 1     | 2        | 4      | 199:234 | −35  | Elimination Round |
| 4     | Bosnien und Herzegowina | 3      | 0     | 3        | 3      | 210:251 | −41  |                   |

### Gruppe B –Norrköping
| Spiel | Datum      | Team 1      | Team 2      | Ergebnis | 1. V. | 2. V. | 3. V. | 4. V. | Verl. |
| ----- | ---------- | ----------- | ----------- | -------- | ----- | ----- | ----- | ----- | ----- |
| B1    | 05.09.2003 | Litauen     | Lettland    | 92:91    | 14:23 | 20:17 | 24:18 | 23:23 | 11:10 |
| B2    | 05.09.2003 | Deutschland | Israel      | 86:81    | 23:15 | 22:23 | 19:13 | 22:30 | –     |
| B3    | 06.09.2003 | Israel      | Litauen     | 62:94    | 19:23 | 06:17 | 18:28 | 19:26 | –     |
| B4    | 06.09.2003 | Lettland    | Deutschland | 86:94    | 14:27 | 27:21 | 21:22 | 24:24 | –     |
| B5    | 07.09.2003 | Litauen     | Deutschland | 93:71    | 22:19 | 24:14 | 30:20 | 17:18 | –     |
| B6    | 07.09.2003 | Israel      | Lettland    | 91:75    | 29:14 | 23:18 | 20:21 | 19:22 | –     |

| Platz | Team        | Spiele | Siege | Niederl. | Punkte | Körbe   | Diff | qualifiziert für  |
| ----- | ----------- | ------ | ----- | -------- | ------ | ------- | ---- | ----------------- |
| 1     | Litauen     | 3      | 3     | 0        | 6      | 279:224 | +55  | Viertelfinale     |
| 2     | Deutschland | 3      | 2     | 1        | 5      | 251:260 | −09  | Elimination Round |
| 3     | Israel      | 3      | 1     | 2        | 4      | 234:255 | −21  | Elimination Round |
| 4     | Lettland    | 3      | 0     | 3        | 3      | 252:277 | −25  |                   |

### Gruppe C –Södertälje
| Spiel | Datum      | Team 1                 | Team 2                 | Ergebnis | 1. V. | 2. V. | 3. V. | 4. V. | Verl. |
| ----- | ---------- | ---------------------- | ---------------------- | -------- | ----- | ----- | ----- | ----- | ----- |
| C1    | 05.09.2003 | Serbien und Montenegro | Russland               | 80:95    | 25:25 | 20:22 | 17:22 | 18:26 | –     |
| C2    | 05.09.2003 | Spanien                | Schweden               | 99:52    | 19:14 | 25:10 | 17:12 | 38:16 | –     |
| C3    | 06.09.2003 | Schweden               | Serbien und Montenegro | 68:78    | 17:29 | 19:11 | 13:13 | 19:25 | –     |
| C4    | 06.09.2003 | Russland               | Spanien                | 77:89    | 18:31 | 23:20 | 11:17 | 25:21 | –     |
| C5    | 07.09.2003 | Serbien und Montenegro | Spanien                | 67:75    | 23:14 | 15:18 | 14:19 | 15:24 | –     |
| C6    | 07.09.2003 | Schweden               | Russland               | 71:92    | 27:29 | 15:16 | 12:25 | 17:22 | –     |

| Platz | Team                   | Spiele | Siege | Niederl. | Punkte | Körbe   | Diff | qualifiziert für  |
| ----- | ---------------------- | ------ | ----- | -------- | ------ | ------- | ---- | ----------------- |
| 1     | Spanien                | 3      | 3     | 0        | 6      | 263:196 | +67  | Viertelfinale     |
| 2     | Russland               | 3      | 2     | 1        | 5      | 264:240 | +24  | Elimination Round |
| 3     | Serbien und Montenegro | 3      | 1     | 2        | 4      | 225:238 | −13  | Elimination Round |
| 4     | Schweden               | 3      | 0     | 3        | 3      | 191:269 | −78  |                   |

### Gruppe D –Borås
| Spiel | Datum      | Team 1       | Team 2       | Ergebnis | 1. V. | 2. V. | 3. V. | 4. V. | Verl. |
| ----- | ---------- | ------------ | ------------ | -------- | ----- | ----- | ----- | ----- | ----- |
| D1    | 05.09.2003 | Griechenland | Kroatien     | 77:76    | 22:26 | 16:21 | 16:14 | 23:15 | –     |
| D2    | 05.09.2003 | Ukraine      | Türkei       | 69:77    | 23:18 | 19:14 | 10:22 | 17:23 | –     |
| D3    | 06.09.2003 | Türkei       | Griechenland | 70:75    | 26:16 | 10:25 | 23:13 | 11:21 | –     |
| D4    | 06.09.2003 | Kroatien     | Ukraine      | 93:71    | 15:15 | 27:18 | 26:14 | 25:24 | –     |
| D5    | 07.09.2003 | Griechenland | Ukraine      | 79:73    | 09:22 | 10:17 | 35:16 | 25:18 | –     |
| D6    | 07.09.2003 | Türkei       | Kroatien     | 75:72    | 18:21 | 17:17 | 21:12 | 19:22 | –     |

| Platz | Team         | Spiele | Siege | Niederl. | Punkte | Körbe   | Diff | qualifiziert für  |
| ----- | ------------ | ------ | ----- | -------- | ------ | ------- | ---- | ----------------- |
| 1     | Griechenland | 3      | 3     | 0        | 6      | 231:219 | +12  | Viertelfinale     |
| 2     | Türkei       | 3      | 2     | 1        | 5      | 222:216 | +06  | Elimination Round |
| 3     | Kroatien     | 3      | 1     | 2        | 4      | 241:223 | +18  | Elimination Round |
| 4     | Ukraine      | 3      | 0     | 3        | 3      | 213:249 | −36  |                   |

## Finalrunden

### Modus
Nach der Vorrunde qualifizierte sich das jeweils erste Team einer Gruppe direkt für das Viertelfinale. Die zweitplatzierten jeder Gruppe mussten mit einem drittplatzierten einer anderen Gruppe um einen Platz im Viertelfinale spielen. Anschließend trafen sowohl die Sieger der Viertelfinals im Halbfinale aufeinander, als auch die Verlierer im „kleinen Halbfinale“. Die Sieger der Halbfinalspiele trafen im Finale aufeinander, die Verlierer im Spiel um Platz 3. Die Sieger des „kleinen Halbfinales“ spielten um Platz 5, die Verlierer um Platz 7.

### Elimination Round
| Spiel | Datum      | Team 1      | Team 2                 | Ergebnis | 1. V. | 2. V. | 3. V. | 4. V. | Verl. |
| ----- | ---------- | ----------- | ---------------------- | -------- | ----- | ----- | ----- | ----- | ----- |
| 25    | 08.09.2003 | Slowenien   | Israel                 | 76:78    | 28:16 | 15:21 | 10:23 | 23:18 | –     |
| 26    | 08.09.2003 | Deutschland | Italien                | 84:86    | 28:19 | 23:25 | 13:22 | 20:20 | –     |
| 27    | 08.09.2003 | Russland    | Kroatien               | 81:77    | 15:21 | 19:20 | 24:20 | 23:16 | –     |
| 28    | 08.09.2003 | Türkei      | Serbien und Montenegro | 76:80    | 19:15 | 19:19 | 14:19 | 24:27 | –     |

### Turnierbaum
Alle Zeiten sind Mitteleuropäische Sommerzeit (MESZ)
|  | Viertelfinale           | Viertelfinale           |                         |                         | Halbfinale              | Halbfinale |  |  | Finale                  | Finale                  |
|  |                         |                         |                         |                         |                         |            |  |  |                         |                         |
|  | 29 – 10.09.2003 – 18:00 |                         |                         |                         |                         |            |  |  |                         |                         |
|  | Frankreich              | 76                      |                         |                         |                         |            |  |  |                         |                         |
|  | Frankreich              | 76                      | 35 – 13.09.2003 – 14:00 |                         |                         |            |  |  |                         |                         |
|  | Russland                | 69                      |                         |                         |                         |            |  |  |                         |                         |
|  | Russland                | 69                      | Frankreich              | 70                      |                         |            |  |  |                         |                         |
|  |                         |                         | Frankreich              | 70                      |                         |            |  |  |                         |                         |
|  |                         | Litauen                 | 74                      |                         |                         |            |  |  |                         |                         |
|  | Litauen                 | Litauen                 | 74                      | 98                      |                         |            |  |  |                         |                         |
|  | Litauen                 |                         |                         | 98                      |                         |            |  |  |                         |                         |
|  | Serbien und Montenegro  | 82                      |                         | 40 – 14.09.2003 – 20:00 | 40 – 14.09.2003 – 20:00 |            |  |  |                         |                         |
|  | 30 – 10.09.2003 – 21:00 | 30 – 10.09.2003 – 21:00 | Litauen                 | 93                      |                         |            |  |  |                         |                         |
|  | 31 – 11.09.2003 – 18:00 | 31 – 11.09.2003 – 18:00 |                         | Spanien                 | 84                      |            |  |  |                         |                         |
|  | Spanien                 | 78                      |                         |                         |                         |            |  |  |                         |                         |
|  | Israel                  | 64                      |                         |                         |                         |            |  |  |                         |                         |
|  | Israel                  | 64                      | Spanien                 | 81                      |                         |            |  |  |                         |                         |
|  |                         |                         | Spanien                 | 81                      | Spiel um Platz 3        |            |  |  |                         |                         |
|  |                         | Italien                 | 79                      |                         |                         |            |  |  |                         |                         |
|  | Griechenland            | Italien                 | 79                      | 59                      | Frankreich              | 67         |  |  |                         |                         |
|  | Griechenland            | 36 – 13.09.2003 – 17:00 |                         | 59                      | Frankreich              | 67         |  |  |                         |                         |
|  | Italien                 | 62                      |                         | Italien                 | 69                      |            |  |  |                         |                         |
|  | Italien                 | 62                      |                         |                         | 69                      |            |  |  |                         |                         |
|  | 32 – 11.09.2003 – 21:00 | 32 – 11.09.2003 – 21:00 |                         |                         |                         |            |  |  | 39 – 14.09.2003 – 17:00 | 39 – 14.09.2003 – 17:00 |

#### Plätze 5 bis 8
|  | Kleines Halbfinale      | Kleines Halbfinale      |                         |    | Finalrunden 5.–8. Platz | Finalrunden 5.–8. Platz |
|  |                         |                         |                         |    |                         |                         |
|  | Russland                | 77                      |                         |    |                         |                         |
|  | Serbien und Montenegro  | 86                      |                         |    |                         |                         |
|  | 33 – 12.09.2003 – 18:00 |                         |                         |    |                         |                         |
|  |                         |                         | 38 – 14.09.2003 – 13:30 |    |                         |                         |
|  | Serbien und Montenegro  | 64                      |                         |    |                         |                         |
|  |                         | Griechenland            | 72                      |    |                         |                         |
|  |                         |                         |                         |    |                         |                         |
|  | 7. und 8. Platz         |                         |                         |    |                         |                         |
|  | 34 – 12.09.2003 – 21:00 | 34 – 12.09.2003 – 21:00 | Russland                | 82 |                         |                         |
|  | Israel                  | 56                      | Israel                  | 89 |                         |                         |
|  | Griechenland            | 63                      |                         |    | 37 – 14.09.2003 – 11:00 | 37 – 14.09.2003 – 11:00 |

### Viertelfinale
| Spiel | Datum      | Team 1       | Team 2                 | Ergebnis | 1. V. | 2. V. | 3. V. | 4. V. | Verl. |
| ----- | ---------- | ------------ | ---------------------- | -------- | ----- | ----- | ----- | ----- | ----- |
| 29    | 10.09.2003 | Frankreich   | Russland               | 76:69    | 21:18 | 21:21 | 21:14 | 13:16 | –     |
| 30    | 10.09.2003 | Litauen      | Serbien und Montenegro | 98:82    | 30:19 | 27:24 | 23:23 | 18:16 | –     |
| 31    | 11.09.2003 | Spanien      | Israel                 | 78:64    | 28:22 | 16:14 | 14:15 | 20:13 | –     |
| 32    | 11.09.2003 | Griechenland | Italien                | 59:62    | 16:17 | 20:15 | 11:17 | 12:13 | –     |

### Kleines Halbfinale
| Spiel | Datum      | Team 1   | Team 2                 | Ergebnis | 1. V. | 2. V. | 3. V. | 4. V. | Verl. |
| ----- | ---------- | -------- | ---------------------- | -------- | ----- | ----- | ----- | ----- | ----- |
| 33    | 12.09.2003 | Russland | Serbien und Montenegro | 77:86    | 18:29 | 22:19 | 18:19 | 19:19 | –     |
| 34    | 12.09.2003 | Israel   | Griechenland           | 56:63    | 10:17 | 12:19 | 17:15 | 17:12 | –     |

### Halbfinale
| Spiel | Datum      | Team 1     | Team 2  | Ergebnis | 1. V. | 2. V. | 3. V. | 4. V. | Verl. |
| ----- | ---------- | ---------- | ------- | -------- | ----- | ----- | ----- | ----- | ----- |
| 35    | 13.09.2003 | Frankreich | Litauen | 70:74    | 16:20 | 21:25 | 23:13 | 10:16 | –     |
| 36    | 13.09.2003 | Spanien    | Italien | 81:79    | 20:19 | 18:25 | 24:16 | 19:19 | –     |

### Spiel um Platz 7
| Spiel | Datum      | Team 1   | Team 2 | Ergebnis | 1. V. | 2. V. | 3. V. | 4. V. | Verl. |
| ----- | ---------- | -------- | ------ | -------- | ----- | ----- | ----- | ----- | ----- |
| 37    | 14.09.2003 | Russland | Israel | 82:89    | 18:16 | 18:20 | 21:22 | 25:31 | –     |

### Spiel um Platz 5
| Spiel | Datum      | Team 1                 | Team 2       | Ergebnis | 1. V. | 2. V. | 3. V. | 4. V. | Verl. |
| ----- | ---------- | ---------------------- | ------------ | -------- | ----- | ----- | ----- | ----- | ----- |
| 38    | 14.09.2003 | Serbien und Montenegro | Griechenland | 64:72    | 13:21 | 12:16 | 15:20 | 24:15 | –     |

### Spiel um Platz 3
| Spiel | Datum      | Team 1     | Team 2  | Ergebnis | 1. V. | 2. V. | 3. V. | 4. V. | Verl. |
| ----- | ---------- | ---------- | ------- | -------- | ----- | ----- | ----- | ----- | ----- |
| 39    | 14.09.2003 | Frankreich | Italien | 67:69    | 13:24 | 14:15 | 20:14 | 20:16 | –     |

### Finale
| Spiel | Datum      | Team 1  | Team 2  | Ergebnis | 1. V. | 2. V. | 3. V. | 4. V. | Verl. |
| ----- | ---------- | ------- | ------- | -------- | ----- | ----- | ----- | ----- | ----- |
| 37    | 14.09.2003 | Litauen | Spanien | 93:84    | 20:19 | 20:12 | 22:17 | 31:36 | –     |

## Endstand
| Rang                                   | Team                    | Siege : Niederl. | Korbverhältnis |
| -------------------------------------- | ----------------------- | ---------------- | -------------- |
| 1                                      | Litauen                 | 6 : 0            | 1,1826         |
| 2                                      | Spanien                 | 5 : 1            | 1,1713         |
| 3                                      | Italien                 | 4 : 3            | 0,9429         |
| 4                                      | Frankreich              | 4 : 2            | 1,1469         |
| 5                                      | Griechenland            | 5 : 1            | 1,0598         |
| 6                                      | Serbien und Montenegro  | 3 : 4            | 0,9572         |
| 7                                      | Israel                  | 3 : 4            | 0,9404         |
| 8                                      | Russland                | 3 : 4            | 1,0088         |
| In der Elimination Round ausgeschieden |                         |                  |                |
| 9                                      | Slowenien               | 2 : 2            | 1,0441         |
| 9                                      | Türkei                  | 2 : 2            | 1,0068         |
| 9                                      | Deutschland             | 2 : 2            | 0,9682         |
| 9                                      | Kroatien                | 1 : 3            | 1,0460         |
| Nach der Vorrunde ausgeschieden        |                         |                  |                |
| 13                                     | Lettland                | 0 : 3            | 0,9097         |
| 13                                     | Ukraine                 | 0 : 3            | 0,8554         |
| 13                                     | Bosnien und Herzegowina | 0 : 3            | 0,8366         |
| 13                                     | Schweden                | 0 : 3            | 0,7100         |

## Ehrungen
Zum besten Spieler des Turniers (MVP) wurde der Litauer Šarūnas Jasikevičius gewählt. In insgesamt sechs Spielen erzielte Jasikevicius durchschnittlich 14 Punkte, 3 Rebounds, 8,2 Assists und 0 Blocks pro Partie. Er hatte eine Trefferquote von 38,7 % (29 von 75) aus dem Feld und 76,5 % (13 von 17) von der Freiwurflinie.
Ins All-Tournament-Team wurden neben Jasikevicius dessen Teamkollege Saulius Štombergas, der Franzose Tony Parker, der Russe Andrei Kirilenko sowie Spaniens Pau Gasol gewählt.

## Statistiken

### Insgesamt
- 40 Spiele
- 6.210 Punkte
- 2.467 Rebounds (davon 717 offensiv und 1750 defensiv)
- 933 Assists
- 1.939 Fouls
- 1.127 Ballverluste
- 488 Steals
- 205 geblockte Würfe

### Meiste Punkte
| Spieler             | Nationalität | Punkte |
| ------------------- | ------------ | ------ |
| Pau Gasol           | Spanien      | 155    |
| Andrei Kirilenko    | Russland     | 139    |
| Tony Parker         | Frankreich   | 108    |
| Juan Carlos Navarro | Spanien      | 97     |
| Arvydas Macijauskas | Litauen      | 95     |

### Meiste Punkte pro Spiel
| Spieler          | Nationalität    | Punkte |
| ---------------- | --------------- | ------ |
| Pau Gasol        | Spanien         | 25,8   |
| Andrei Kirilenko | Russland        | 23,2   |
| Dirk Nowitzki    | Deutschland     | 22,5   |
| Mehmet Okur      | Türkei          | 18,8   |
| Peja Stojaković  | Serbien-Monten. | 18,8   |
| Tony Parker      | Frankreich      | 18,8   |

### Meiste Rebounds pro Spiel
| Spieler          | Nationalität    | Punkte |
| ---------------- | --------------- | ------ |
| Mirsad Türkcan   | Türkei          | 9,3    |
| Ademola Okulaja  | Deutschland     | 8,3    |
| Pau Gasol        | Spanien         | 7,5    |
| Predrag Drobnjak | Serbien-Monten. | 6,9    |
| Andrei Kirilenko | Russland        | 6,8    |
| Mehmet Okur      | Türkei          | 6,8    |
| Nikola Prkačin   | Kroatien        | 6,8    |

### Meiste Assists pro Spiel
| Spieler              | Nationalität    | Punkte |
| -------------------- | --------------- | ------ |
| Šarūnas Jasikevičius | Litauen         | 8,2    |
| Marko Jarić          | Serbien-Monten. | 4,0    |
| Damir Mulaomerović   | Kroatien        | 4,0    |
| Meir Tapiro          | Israel          | 3,4    |
| Tony Parker          | Frankreich      | 3,2    |
| Mithat Demirel       | Deutschland     | 3,0    |

## Qualifikation für die Olympischen Sommerspiele 2004
Dieses Turnier diente als Qualifikationsturnier für die Olympischen Sommerspiele 2004. Griechenland war als Gastgeber bereits qualifiziert, ebenso Serbien und Montenegro als Weltmeister 2002 (damals noch als Jugoslawien). Die drei freien Plätze für Europa sicherten sich die Medaillengewinner der Europameisterschaft: Litauen, Spanien und Italien.

## Die deutsche Mannschaft
Die deutsche Mannschaft bestand aus Stephen Arigbabu, Mithat Demirel,  Patrick Femerling, Stefano Garris, Steffen Hamann, Jörg Lütcke, Robert Maras, Dirk Nowitzki, Misan Nikagbatse, Ademola Okulaja, Marko Pesic und Sven Schultze; Coach war Henrik Dettmann.